# Антополь (Брестская область)
Анто́поль (бел. Анто́паль) — городской посёлок в Дрогичинском районе Брестской области Беларуси. Административный центр Антопольского сельсовета.
Согласно типологии, свою роль в системе расселения занимает как промышленно-аграрный городской населённый пункт районного подчинения в Брестском внутриобластном регионе. Численность населения — 1401 человек (на 1 января 2025 года). Площадь существующей административной черты г. п. Антополь составляет 281,76 га.

## Этимология
Существуют разные мнения по происхождению названия городского посёлка. Согласно одной из версий в ойкониме Антополь отображены этноним анты и финно-угорская топооснова пауль — «селение», «деревня». По другой версии название произошло от «Антонова поля», которое было обсажено пирамидальными тополями. В основу названия положено личное имя Антон, в сочетании с формантом — «поль» (поле). Согласно польским архивным документам, город упоминается относительно здания униатского базилианского монастыря, около 1718 года, фундаторам которого является княгиня Антонина Замойская из рода Загоровских и город был назван в честь нее – Антополь, город Антонины. В книге «Память» указано, что в 100-200 гг. Дрогичинщину посетили готы. От них пошли названия многих населённых пунктов. Подобное происхождение у названия Антополь, где «поль» – это город, городище, «Ант» – не. Получается «Не-город». Отсюда Антополь по-гречески «Не –город».

## География
В географическом отношении поселок расположен на западной окраине Полесской седловины и юго-западной части Подлясско-Брестской впадины. Мощность четвертичных отложений 30–40 м. Абсолютные высоты земной поверхности составляют 149–158 м. Восточнее и южнее г. п. Антополь выделен холмисто-грядовый эоловый массив площадью 0,6 км2 с относительным превышением 3–5 м.
Тип климата — переходный от морского к континентальному. Температуры января составляют в среднем -6…-8 градусов. Бывают заморозки до -20, а также повышение температуры до 0 градусов. Осадки в виде снега. Температура июля +18…+22.

### Климат
| Показатель                                | Янв. | Фев. | Март | Апр. | Май | Июнь | Июль | Авг. | Сен. | Окт. | Нояб. | Дек. | Год  |
| ----------------------------------------- | ---- | ---- | ---- | ---- | --- | ---- | ---- | ---- | ---- | ---- | ----- | ---- | ---- |
| Абсолютный максимум, °C                   | 11   | 16   | 22   | 30   | 33  | 35   | 36   | 36   | 35   | 26   | 20    | 13   | 36   |
| Средний суточный максимум, °C             | −1   | 1    | 6    | 13   | 19  | 22   | 23   | 23   | 17   | 11   | 5     | 1    | 11,6 |
| Средняя температура, °C                   | −3   | −2   | 2,2  | 9,0  | 14  | 17   | 19   | 18   | 13   | 8    | 3     | −1   | 8,1  |
| Средний суточный минимум, °C              | −6   | −5   | −2   | 4    | 9   | 12   | 14   | 13   | 9    | 4    | −0    | −4   | 4    |
| Абсолютный минимум, °C                    | −35  | −30  | −26  | −9   | −3  | 1    | 4    | −1   | −4   | −12  | −23   | −28  | −35  |
| Норма осадков, мм                         | 37   | 34   | 35   | 37   | 63  | 71   | 87   | 59   | 54   | 44   | 41    | 42   | 604  |
| Источник: Погода и климат в г.п. Антополь |      |      |      |      |     |      |      |      |      |      |       |      |      |

### Полезные ископаемые
Из полезных ископаемых встречаются: строительный песок, бурый уголь, глина и суглинок. Бурый уголь выявлен в континентальных неогеновых отложениях. Прогнозные запасы бурого угля на Антопольском месторождении составляют около 300 млн т. Промышленные запасы глины составляют 549 тыс. м3. Направление использования: глина для производства кирпича марки «М100». В отложениях четвертичного возраста выделена Антопольская янтареносная площадь, которая по степени перспективности ранжирована как среднеперспективная. По комплексу физико-химических свойств изученные разновидности ископаемых смол могут быть диагностированы как сукцинит.

## История

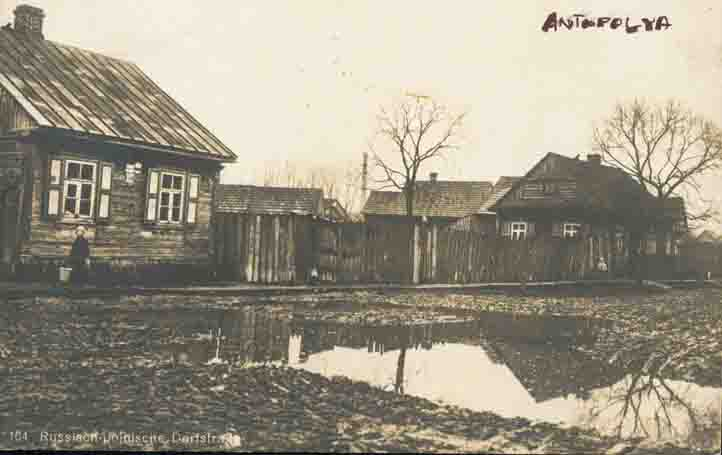
Дореволюционная фотография.

Известен с XVI века в составе Берестейского воеводства Великого княжества литовского. Антополь стал местечком в начале XVIII века. В документе 1703 года поселение вместе с усадьбой фигурирует под двумя названиями: Пришихвосты (ныне Первомайск) и Антополь. Чуть позже Пришихвосты-Антополь был официально разделён на два населённых пункта: местечко Антополь и село Пришихвосты. В 1731 году город получил привилегию на 3 ежегодные ярмарки. В 1795 году местечко вошло в состав Кобринского уезда Гродненской губернии Российской империи. В 1897 году в местечке было 3867 жителей, 1262 дома, народное училище. Накануне Первой мировой войны работали сукновальня, смолокурня, 2 маслобойни, 6 мукомолен. В 1915 году оккупирован кайзеровскими войсками. С 1921 года в составе II Речи Посполитой, с 1939 года в составе БССР. С 1940 года городской посёлок, в 1940—1959 годах центр Антопольского района. С 1959 года в Дрогичинском районе. В 2008 году преобразован в агрогородок. С 3 октября 2015 года вновь городской посёлок.

### История антопольских евреев
Евреи поселились в Антополе в середине XVII века. В городе сохранилось старое еврейское кладбище и здания, ранее принадлежавшие евреям и еврейской общине.
Во время шведской оккупации в 1706 году многие евреи Антополя были убиты. По дороге в город есть ряд еврейских могил, называемых «шведскими».
Двое евреев — посланцев из Иерусалима — посетили Антополь в 1880 году и отметили еврейскую общину Антополя в своих записях.
В 1847 году в Антополе насчитывалось 1 108 евреев, а в 1897 году — около 3 140 из общей численности населения 3 870.
В 1869 году почти весь город сгорел в пожаре, а затем был восстановлен.
Во время Первой мировой войны городская синагога сгорела, и на её месте была построена новая. Перед Второй мировой войной в городе было 5 иешив, не считая хасидских.
Как и большинство полесских евреев, евреи Антополя зарабатывали на жизнь сельским хозяйством. Перед Первой мировой войной в Антополе было 21 еврейское хозяйство. Многие евреи были извозчиками и торговцами. Под властью Польши, между двумя мировыми войнами, экономическое положение евреев ухудшилось в связи с высокими налогами и враждебным отношением властей, из-за чего в это время многие евреи эмигрировали.
К началу Второй мировой войны (сентябрь 1939) из 3 000 жителей Антополя евреев было 2 300 человек. Немцы оккупировали город в июне 1941 года и согнали евреев в гетто. С 15 октября 1942 года в течение четырёх дней все евреи Антополя были убиты.

Антополь на старых фотографиях
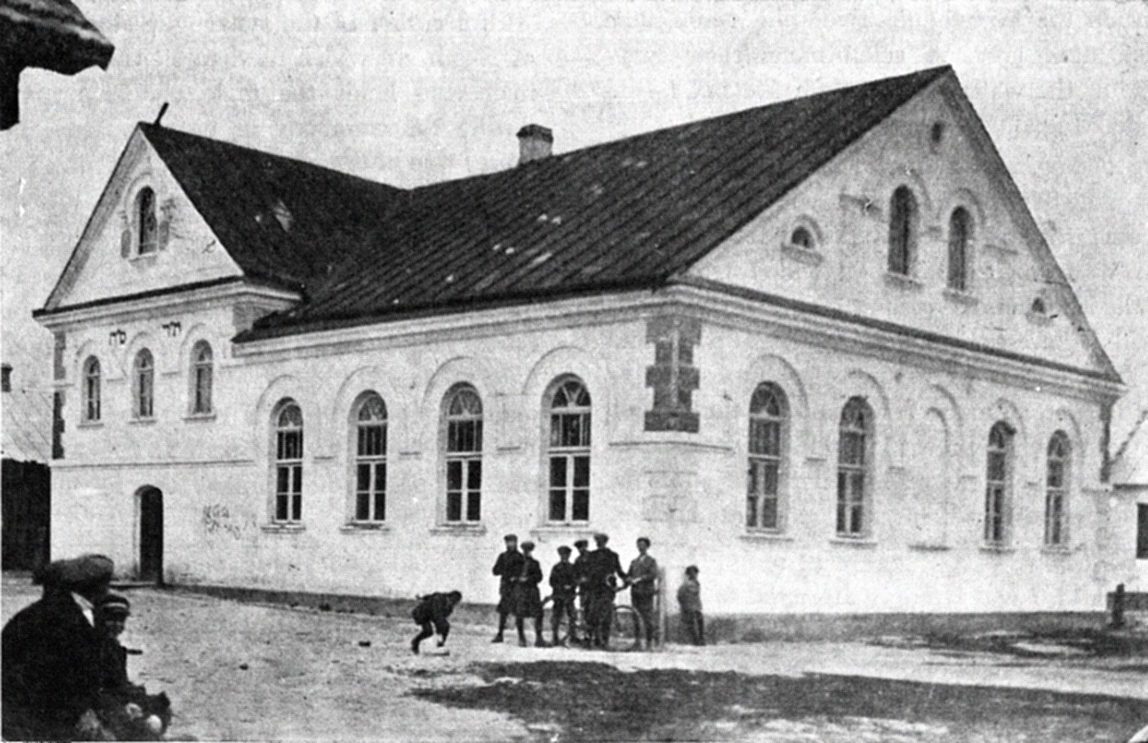
Синагога (1930-1939)
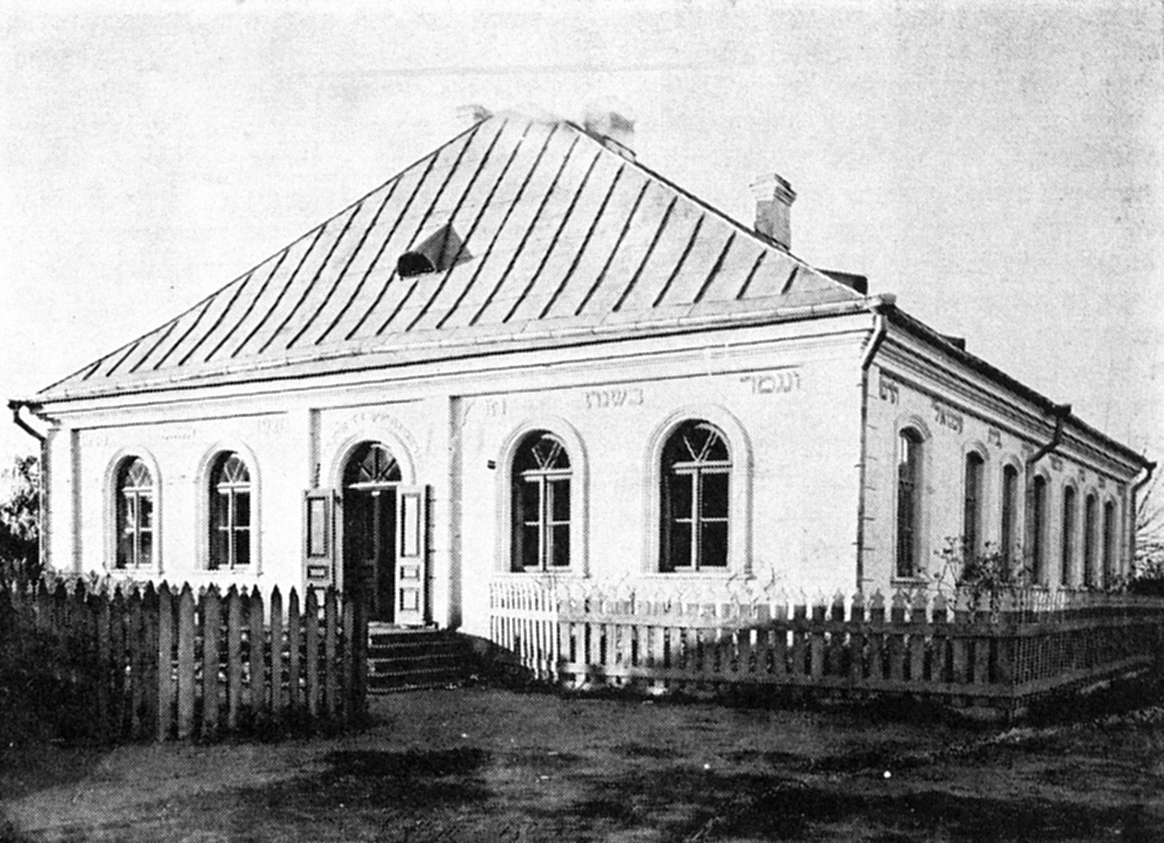
Здание Талмуд-Торы (1930)
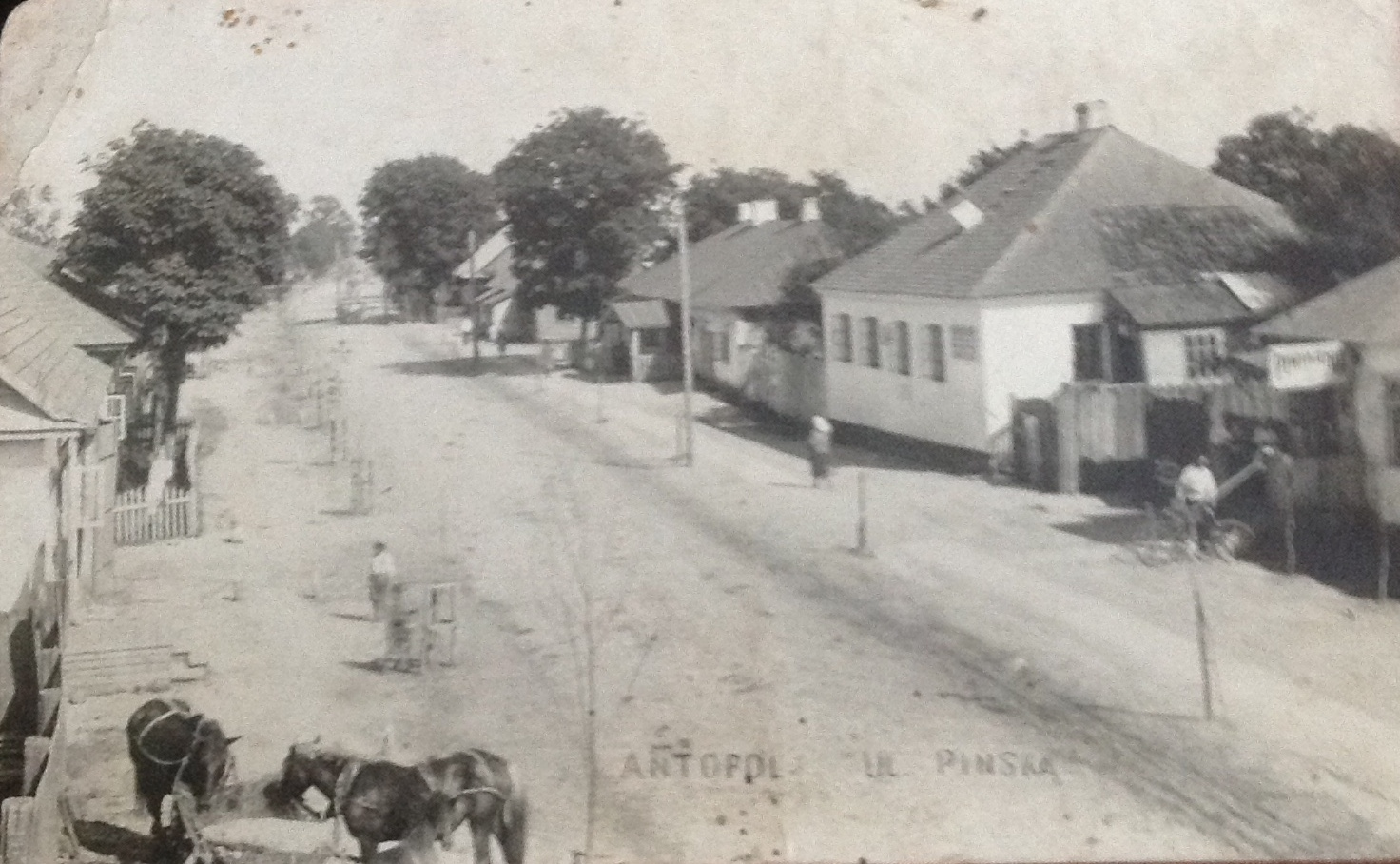
улица Пинская (1938)
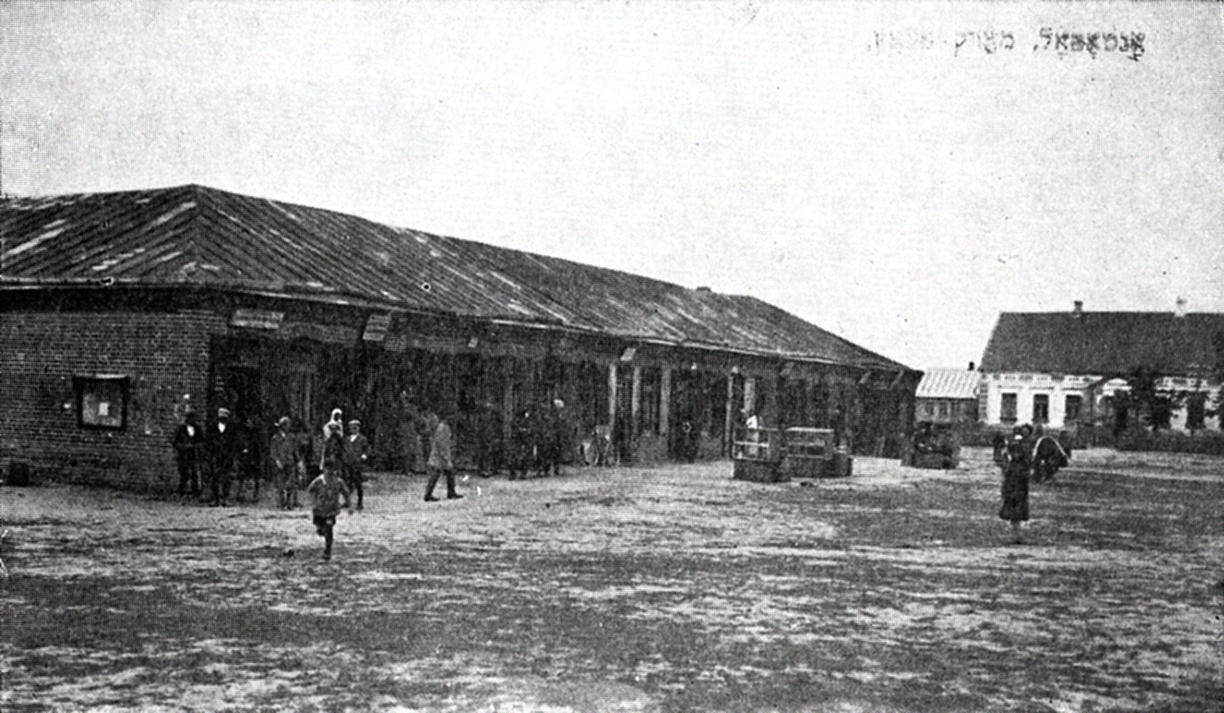
Рыночная площадь. Торговые ряды (1920-1929)
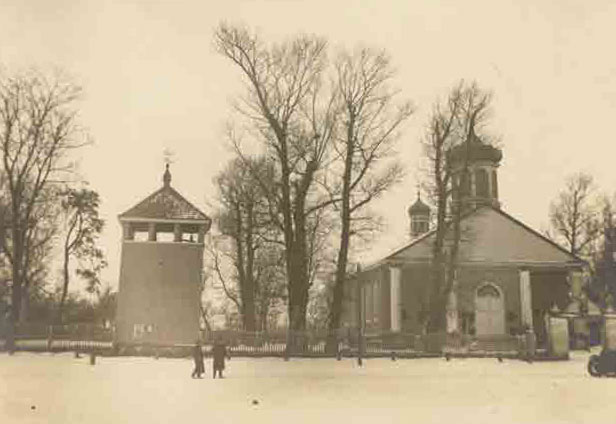
Церковь Воскресения Христова (1916)
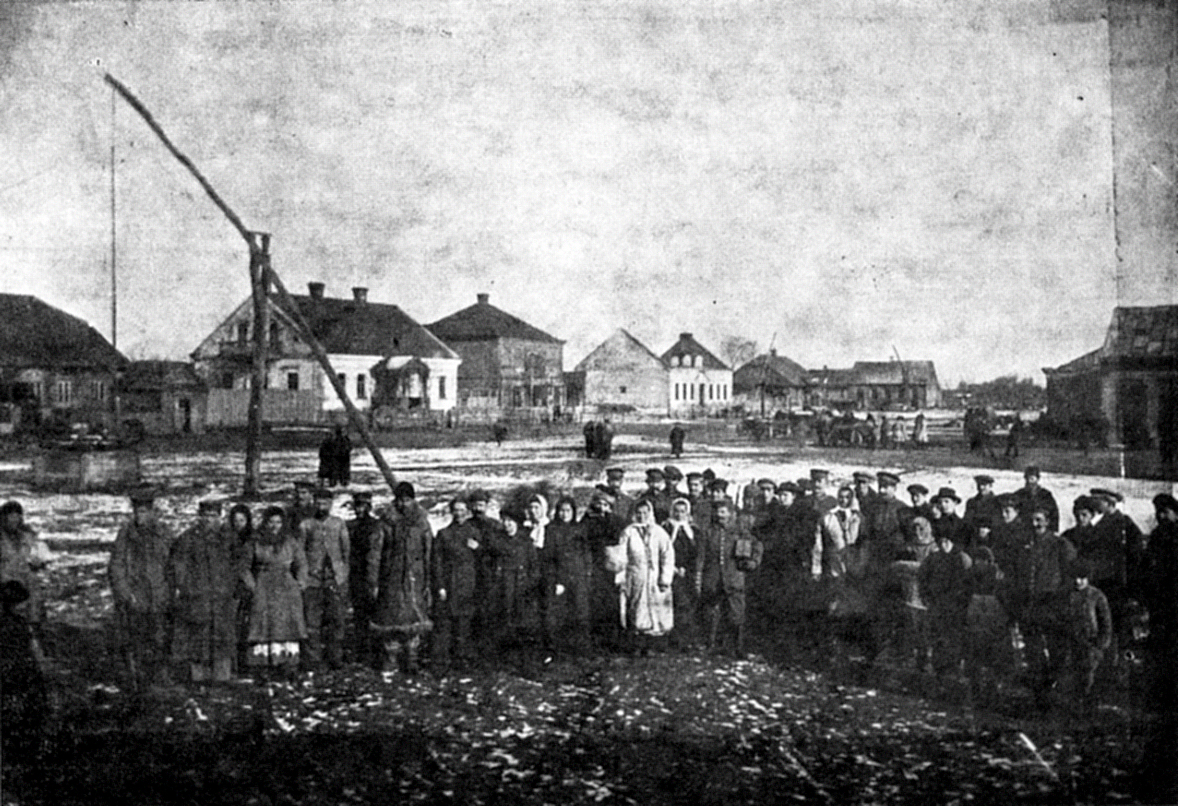
Рынок (1915-1918)
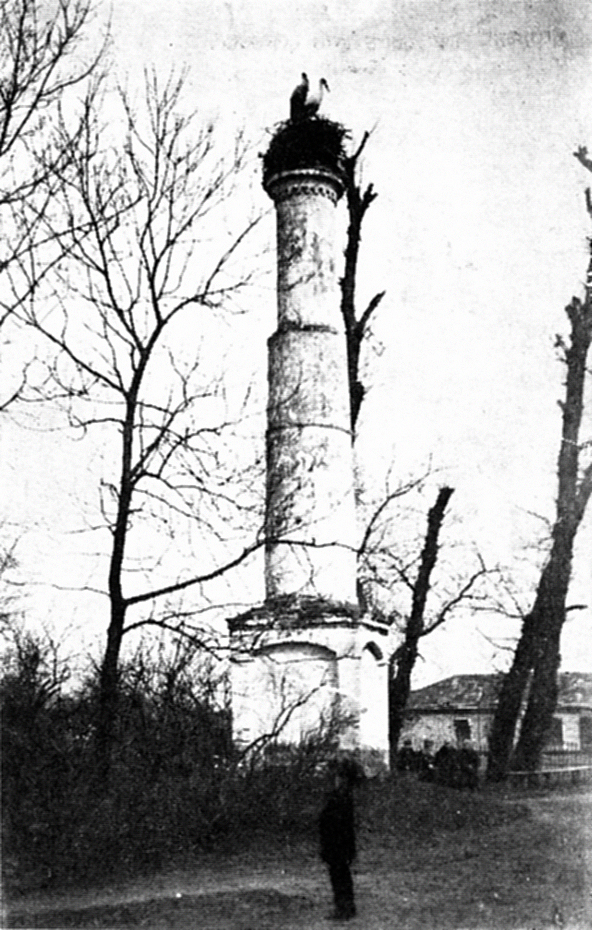
Мемориальная колонна (до 1939)
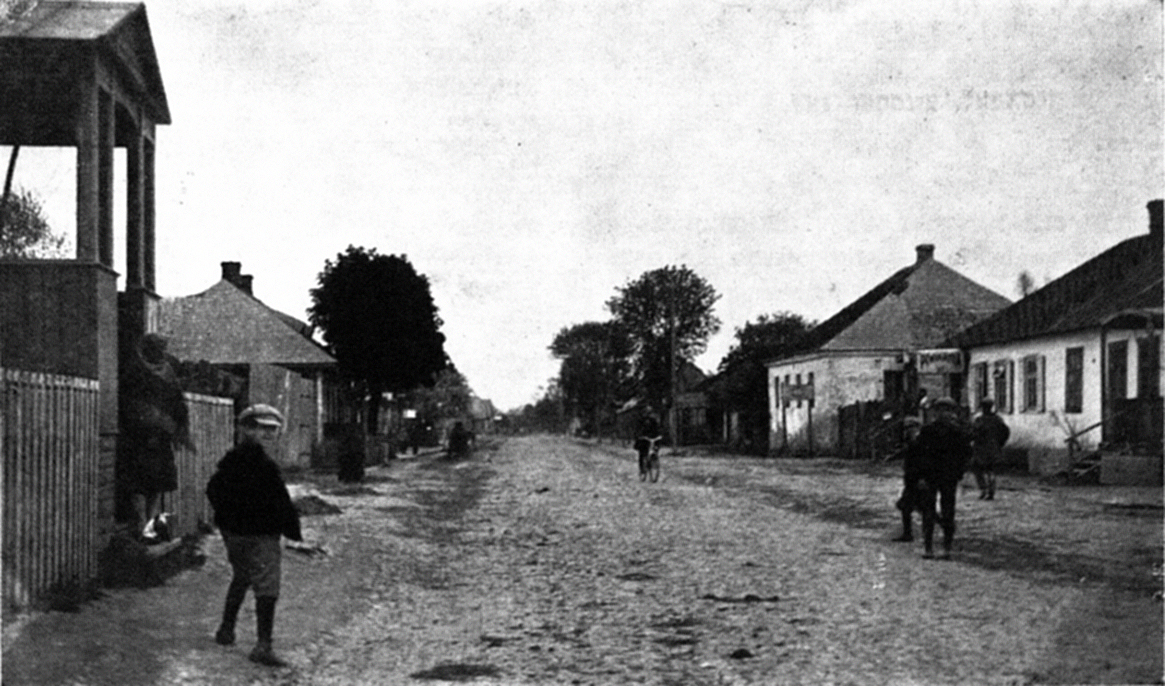
Пинская улица (до 1938)
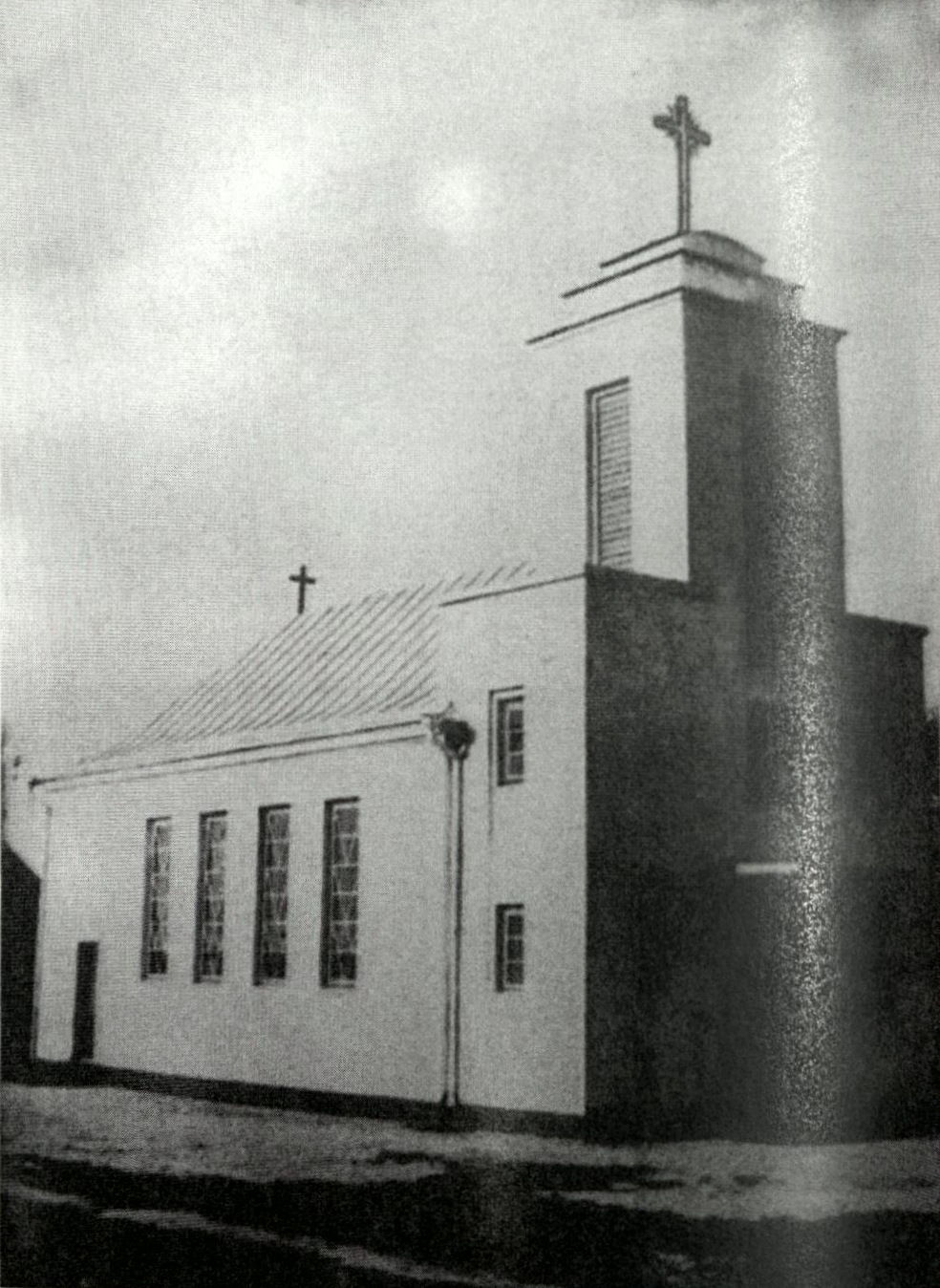
Костел Святого Андрея Боболи (1939)
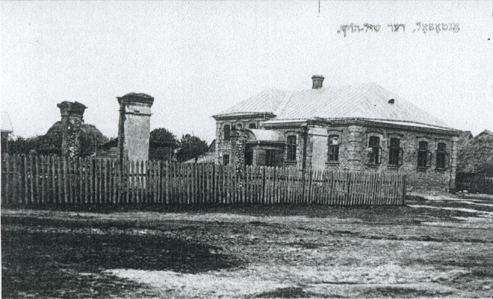
Синагога (1915-1919)

## Население
Численность населения — 1 401 человек (на 1 января 2025 года). Численность населения — 1 449 человек (на 1 января 2023 года).
К Антополю прилегает ряд деревень: Первомайск, Горицы, Вулька — с востока; Губерня, Свекличи, Татарновичи, Подлесье — с юга; Зелово — с севера; Грушево — с запада.
| Динамика численности населения | Динамика численности населения | Динамика численности населения | Динамика численности населения | Динамика численности населения | Динамика численности населения | Динамика численности населения | Динамика численности населения | Динамика численности населения | Динамика численности населения | Динамика численности населения | Динамика численности населения | Динамика численности населения | Динамика численности населения | Динамика численности населения |
| 1860                           | 1897                           | 1931                           | 1939                           | 1959                           | 1989                           | 1999                           | 2007                           | 2009                           | 2010                           | 2016                           | 2021                           | 2023                           | 2024                           | 2025                           |
| ------------------------------ | ------------------------------ | ------------------------------ | ------------------------------ | ------------------------------ | ------------------------------ | ------------------------------ | ------------------------------ | ------------------------------ | ------------------------------ | ------------------------------ | ------------------------------ | ------------------------------ | ------------------------------ | ------------------------------ |
| 1563                           | ▲ 3870                         | ▼ 3000                         | ▲ 3000                         | ▼ 2260                         | ▲ 2517                         | ▼ 2100                         | ▼ 2000                         | ▼ 1687                         | ▲ 1691                         | ▼ 1417                         | ▲ 1532                         | ▼ 1449                         |                                | ▼1 401                         |

## Экономика
В посёлке действуют следующие промышленные предприятия: 
- ОАО «Антопольская ватно-прядильная фабрика», основной вид деятельности заключается в производстве нетканых материалов, швейных изделий, фильтров рукавных, изготовление влажных одноразовых протирочных салфеток, номенклатурой выпускаемой продукции является холстопрошивной ватин, синтепон, пряжа полушерстяная, полотно иглопробивное, наматрасники, одеяла, подушки[35].
- СООО «Производственно-торговая компания «Антопольский текстиль», была создано в рамках реализации белорусско-китайского инвестиционного проекта «Организация производства нетканых материалов методом термоскрепления». На данный момент установлена линия по производству нетканого объемного материала, линия по производству прокладочных нетканых материалов и линия по нанесению регулярного точечного термопластичного клея на нетканые, тканые и трикотажные материалы[36].

## Транспорт
Населенный пункт находится в контактной зоне международного транспортного коридора, в 2 км от магистральной дороги республиканского значения М10 (граница Российской Федерации (Селище) — Гомель — Кобрин), в 0,9 км от железнодорожной станции Антополь на линии Полесских железных дорог Жабинка—Лунинец, находится на автодорогах местного значения Берёза — Антополь (H-77), Огдемер — Дрогичин — Городец (H-639) и Толково—Головчицы — Антополь (H-676), в 6 км на север от Днепровско-Бугского канала. 
| Населенный пункт   | Дрогичин | Кобрин | Берёза | Брест | Пинск | Минск | Варшава | Киев | Москва | Санкт-Петербург |
| ------------------ | -------- | ------ | ------ | ----- | ----- | ----- | ------- | ---- | ------ | --------------- |
| Расстояние, км     | 31       | 34     | 42     | 84    | 99    | 282   | 289     | 540  | 991    | 1073            |
| Доступность, время | 0:29     | 0:32   | 0:40   | 1:13  | 1:16  | 3:01  | 4:14    | 6:49 | 12:20  | 12:09           |

## Застройка
Архитектурно-планировочный каркас сложился под влиянием внешних транспортных коммуникаций, с учетом прилегания к границе населенного пункта д. Губерня и д. Первомайск, представляя собой прямоугольную схему, территория которой имеет сложную структуру с плотной застройкой, разделяющую центральную улицу на две части. Основные оси сформированы главными улицами городского посёлка: ул. Советская (как часть автомобильной дороги H-639 Огдемер — Дрогичин — Городец), ул. Гоголя и ул. Шиша.

### Улицы и площади
| Официальное название      | Историческое название                                 |
| ------------------------- | ----------------------------------------------------- |
| Советская улица           | Кобринская (Западная часть) Пинская (Восточная часть) |
| Площадь Красных Танкистов | Рыночная площадь                                      |
| Революционная улица       | Замковая улица                                        |
| улица Максима Горького    | Котлярная улица                                       |
| Пролетарская улица        | Занивская улица                                       |
| Улица Будёного            | Зеловская улица                                       |

## Здравоохранение

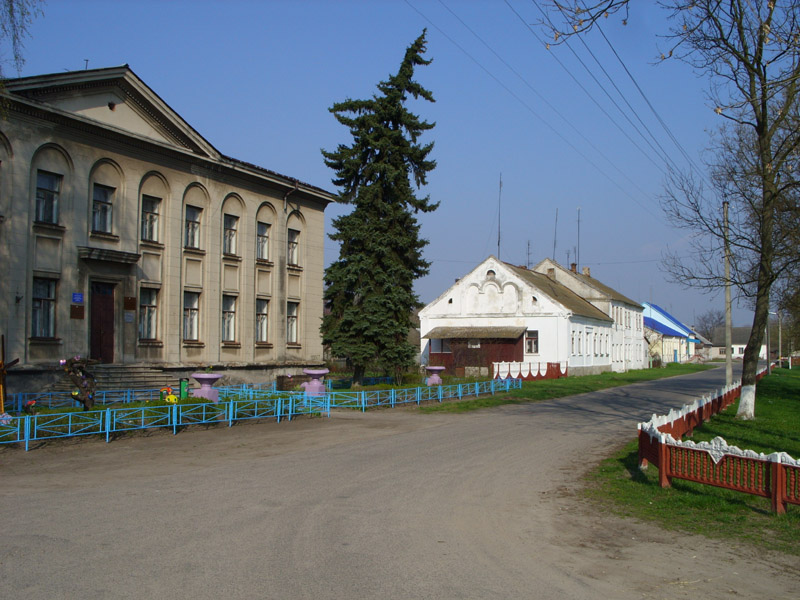
Районный центр ремёсел и библиотека (бывший Дом Пионеров)

В городском поселке расположены подведомственные учреждения здравоохранения «Дрогичинской центральной районной больницы»:
- Антопольская городская больница:
  - Антопольская больница сестринского ухода;
  - Антопольская городская поликлиника.

## Образование
В городском поселке действуют следующие учреждения образования: 
- ГУО «Антопольская средняя школа имени Н. Т. Шиша»[42]
- ГУО «Антопольская специальная школа-интернат»[43]
- ГУО «Детский сад г.п. Антополь»[44] Братская могила советских воинов и партизан № 292 / Скульптурная группа «Журавли» в г. п. Антополь

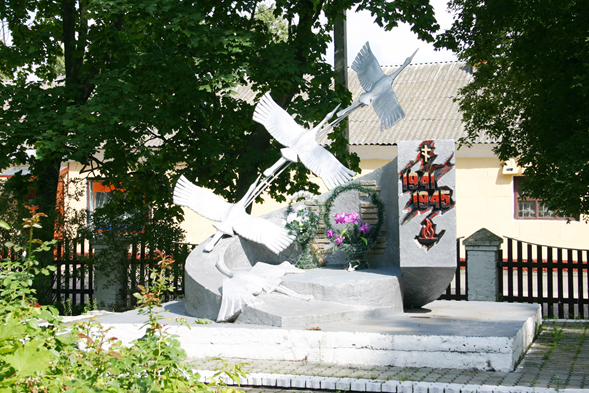
Братская могила советских воинов и партизан № 292 / Скульптурная группа «Журавли» в г. п. Антополь

- ГУО «Антопольская детская школа искусств»[45]

## Культура
- «Антопольский горпоселковый Дом культуры»[46];
- «Антопольский районный центр ремёсел»[47];
- Музей ГУО «Антопольская средняя школа»[48]
- «Антопольская горпоселковая библиотека»[49]

## Достопримечательности

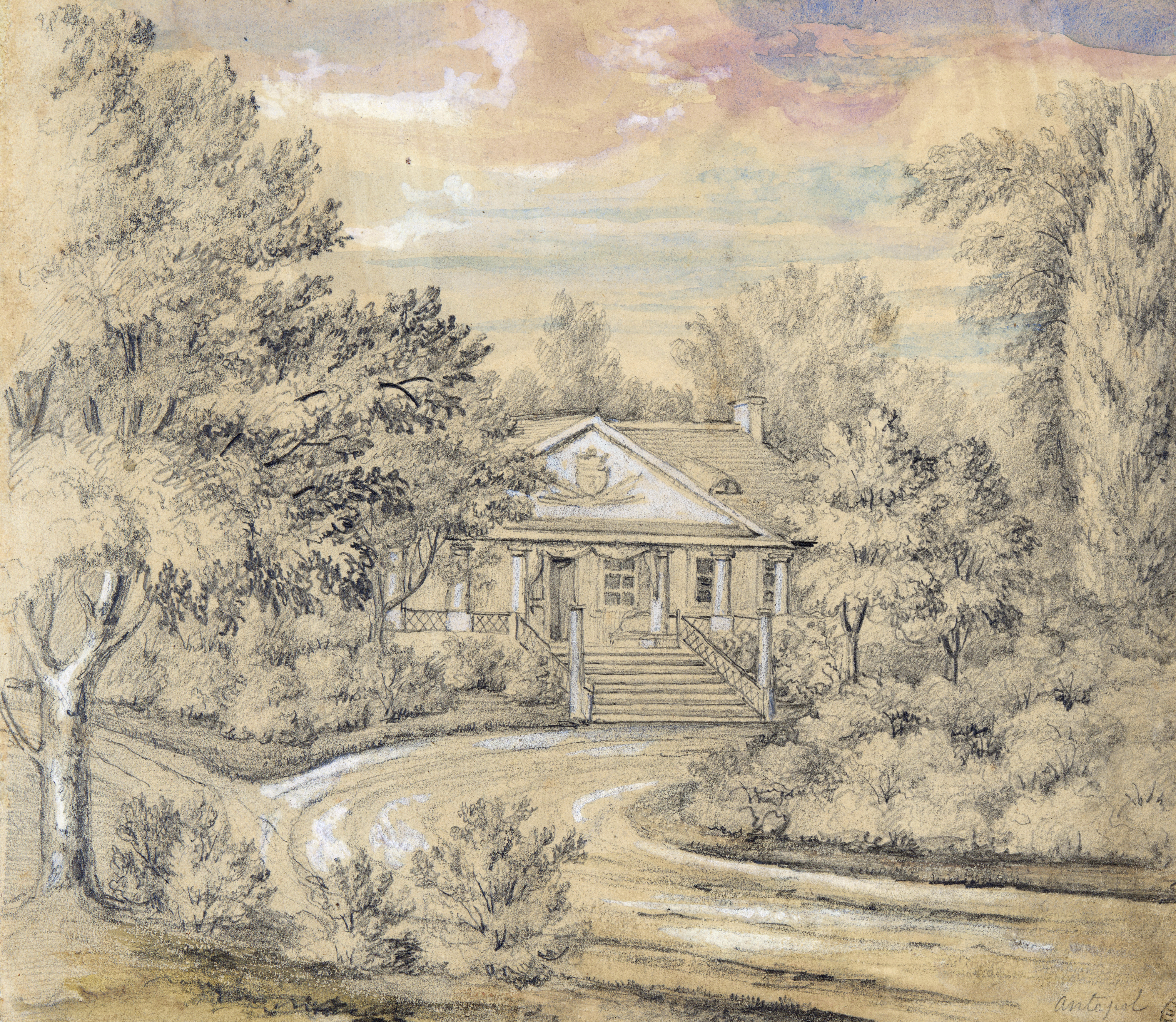
Рисунок усадьбы в исполнении Наполеона Орды за 1861-1877 гг. (надпись на подложке: Антопол г. Гродненская)

- Храм Воскресения Христова (1854) —  Историко-культурная ценность Республики Беларусь, шифр 113Г000181
- Костёл Святого Андрея Боболи (1938)
- Торговые ряды[бел.] —  Историко-культурная ценность Республики Беларусь, шифр 1113Г000180
- Хоральная синагога «Хома» (XVI в.)[51]
- Здание бывшего банка
- Кладбище еврейское[52][53]
- Кладбищенская часовня прп. Феодора Освященного (1857)[54]
- Парк при усадьбе Бравернов (1840-е)
- Памятники на местах массовых убийств евреев во время Холокоста[55]
- Курган периода раннего средневековья, XI-XIII вв. (урочище Хвойники)[56][57] —  Историко-культурная ценность Республики Беларусь, шифр 113В000182
- Церковь христиан веры евангельской [58]

### Памятник, скульптура
- Братская могила № 295 (1939)[59] —  Историко-культурная ценность Республики Беларусь, шифр 113Д000183
- Братская могила советских воинов и партизан № 292 (1941-1944), скульптурная группа «Журавли» (1995)[60][61] —  Историко-культурная ценность Республики Беларусь, шифр 113Д000184
- Мемориальная колонна в честь принятия Конституции 1791 года[62]
- Памятный камень с надписью «Улица Шиша»[63]

### Памятник природы, заказник
На территории антопольского лесничества выделен Республиканский биологический заказник «Званец». площадью 721,63га. Званец — одно из крупнейших в Европе низинных болот, которые встречаются крайне редко.  Общая площадь лесничества — 10495 га.

### Утраченное наследие
- Усадьба Бравернов (XVIII в.)

## Галерея

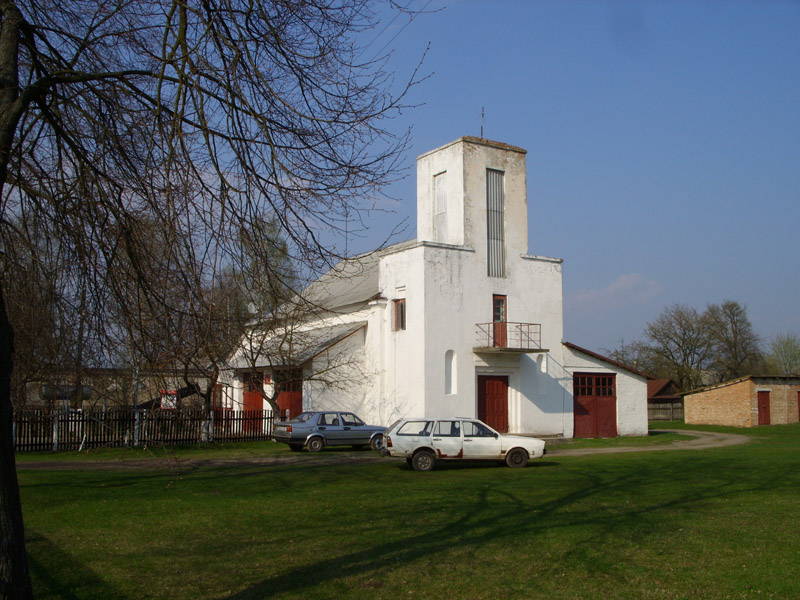
Костёл Святого Андрея Боболи (сейчас пожарный аварийно-спасательный пост)
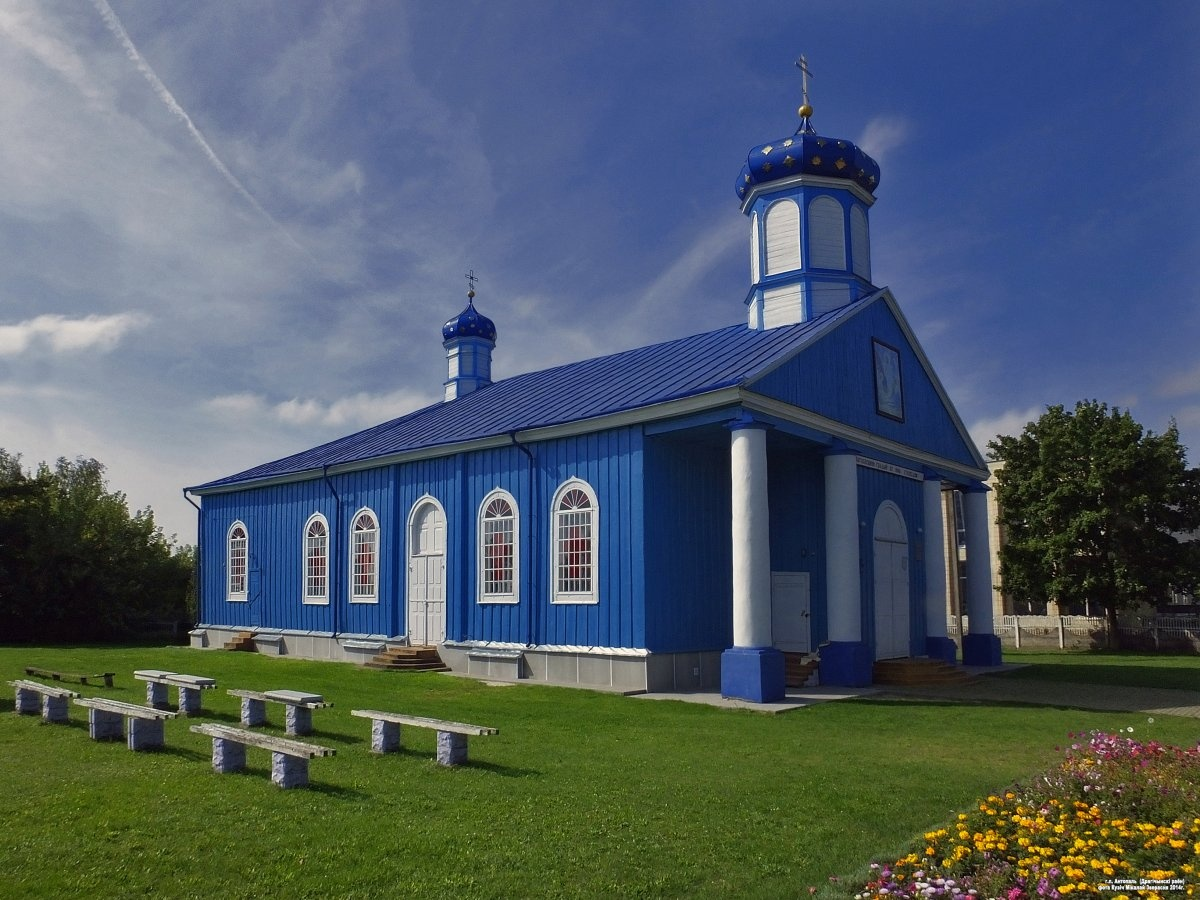
Воскресенская церковь
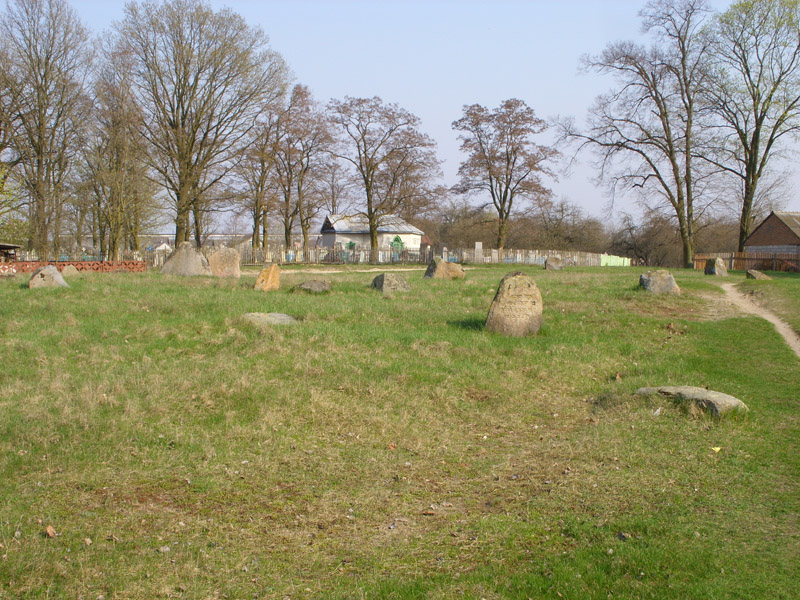
Еврейские могилы
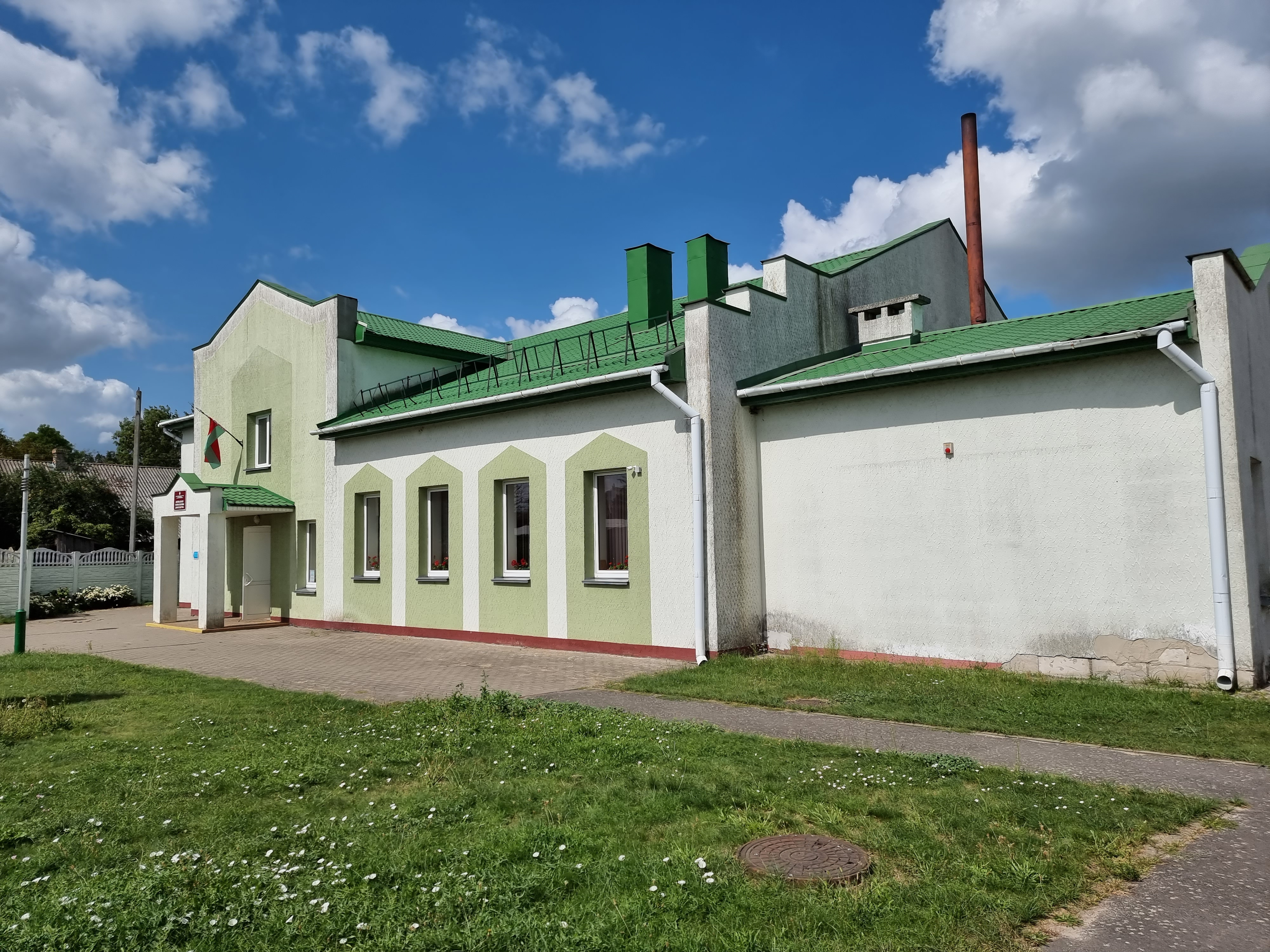
Хоральная синагога «Хома» (сейчас Дом культуры)

## Известные уроженцы
- Илларион Николаевич Певцов (1879—1934) — русский и советский актёр, театральный педагог, народный артист РСФСР;
- Борис Фабианович Шаган (1893—1982) — д.м.н., профессор, основатель научной школы педиатрии, один из организаторов системы детского здравоохранения Киргизской ССР.
- Иван Филиппович Казаков (1912—2005) — советский лётчик, участник Великой Отечественной войны, командир эскадрильи 572-го истребительного авиационного полка ПВО. Полковник;
- Павел Григорьевич Стасевич (1896—1938) — советский военно-морской деятель, штабной работник, начальник морского отдела Генерального штаба РККА, капитан 1-го ранга;
- Виктор Трофимович Науминко[бел.] (1946—2001) — белорусский театровед. Кандидат искусствоведения;
- Авигдор Варша[ивр.] (1929—2017) — израильский государственный деятель. Глава совета Кирьят-Ано (1969—1978, 1983—1989 годы);
- Менахем Харуви (1907—1983) — израильский учитель. Один из основателей движения Бней Акива;
- Стави Моше (1884—1964) — израильский писатель и публицист на идише и иврите. Муж Анны Марголин;
- Липа Яхалом[ивр.] (1913—2006) — израильский ландшафтный архитектор. Лауреат государственной премии Израиля.
- Якимов, Андрей Валерьевич (1989) — белорусский футболист, полузащитник клуба «Неман»[66].

### Известные потомки выходцев из Антополя
- Стивен Миллер (1985) — американский политический советник;
- Антополь, Молли[англ.] (1978) — американский писатель художественной и документальной литературы. Доцент кафедры английского языка и творческого письма в Стэнфордском университете[67].

### Почетные граждане района
- Иван Иванович Неведомский (1935—2022) — заслуженный тренер Республики Беларусь[68][69]

### Праведники мира
- Вера Максимовна Охриц (1909—2012) — за спасение дочери врача Пинхаса Черняка[ивр.] — Вайс (Черник) Ирит— была удостоена почетного звания «Праведник народов мира» от израильского Мемориального комплекса Катастрофы и героизма еврейского народа «Яд ва-Шем»[9][70]